# Проблема 100 000 років

Середнє з декількох зразків δ^{18}O, проксі для температури, за останні 600 000 років

Проблема 100 000 років (англ. 100,000 year problem) — невідповідність між геологічною історією температур та кількістю сонячної радіації, яку отримує Земля (інсоляцією Землі). Остання зростає та падає відповідно до змін в інтенсивності радіації, яку випромінює Сонце, відстані від Землі до Сонця та нахилу осі обертання Землі відносно орбіти. Однак зміни між льодовиковими та між-льодовиковими періодами, які відбуваються останні близько 100 000 років (100 кілороків) не корелюють з цими факторами.
З огляду на зміни в орбіті Землі, величина інсоляції коливається циклами, близькими до 21 000, 40 000, 100 000 та 400 000 років. Зміни в кількості отриманої сонячної енергії викликають зміни клімату Землі та загальновизнані як ключовий фактор початку та припинення заледеніння. Ізотопний аналіз показує, що домінуюча періодичність реакції клімату на зміну інсоляції становить близько 100 000 років, однак орбітальний вплив протягом цього періоду незначний.

## Реконструкція клімату в минулому

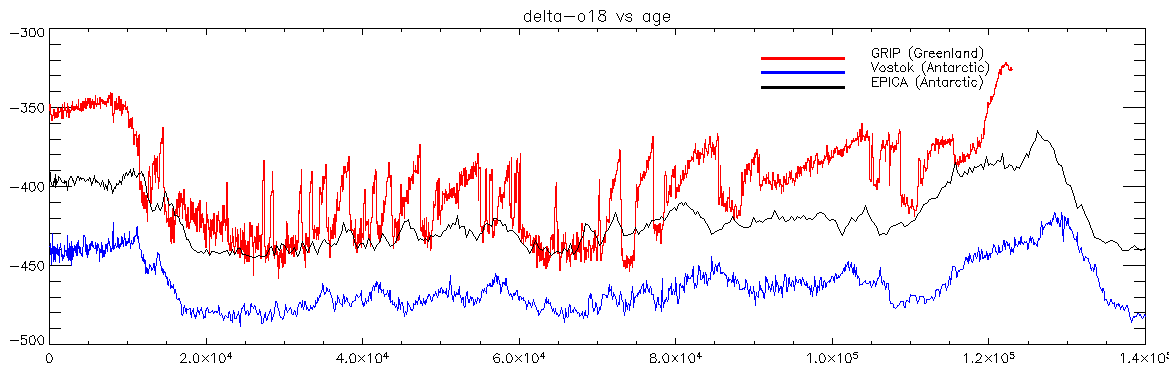
Значення δ^{18}O для останніх 120 000 років

Минулі кліматичні дані — особливо щодо температури — можуть бути досить надійно отримані при вивченні осадових відкладень, хоча і не з тією точністю, які дають сучасні інструменти для сучасної температури. Одним із найкорисніших індикаторів є розподіл ізотопів кисню, який має назву δ18O. Цей розподіл залежить переважно від кількості води, замороженої в кризі, та абсолютної температури планети, і дозволив побудувати часову шкалу морських ізотопних стадій.

## Порівняння записів
Виміри δ18O в повітрі (в добутих льодовикових відкладеннях на станції «Восток») та морських осадах порівняли з оцінкою сонячної інсоляції, яка повинна мати вплив і на температуру, і на обсяг льоду. Ніколас Шаклтон  (англ. Nicholas Shackleton) орбітально узгодив значення δ18O з повітря антарктичних льодовикових відкладень (тобто він уточнив шкалу значень, щоб вона відповідала припущенню про орбітальний вплив) та використав спектральний аналіз для ідентифікації та виділення того компоненту записів, який в такій інтерпретації може бути визначений як лінійна (прямо пропорційна) реакція на орбітальний вплив. Залишковий сигнал при порівнянні із залишком при аналогічному узгодженні даних про ізотопи в морському керні, дозволив йому оцінити пропорцію сигналу, який можна віднести на обсяг криги, до залишку (з урахуванням впливу ефекту Доуля), який відноситься на вплив зміни температури глибин океану.
Було встановлено, що складова 100 000 років у зміні обсягу криги на планеті відповідає даним про рівень океану, встановленим на основі визначення віку коралів, та відстає на декілька тисяч років змін від ексцентриситету орбіти, як і передбачалось, якщо вважати ексцентриситет орбіти механізмом стимуляції. При дегляціації у даних з'являються значні нелінійні «стрибки», хоча періодичність у 100 000 років не є найбільш значущою періодичністю у цих даних про «лише» обсяг криги. Дані лише про температуру глибин океану показують, що вона коливається у прямій залежності від ексцентриситету орбіти, як власне і температура Антарктики і кількість CO2. Отже, ексцентриситет ймовірно має прямий геологічно-негайний ефект на температуру повітря й глибину океану та на концентрацію двоокису вуглецю в повітрі. Шаклтон зробив висновок: «Вплив ексцентриситету орбіти на палеокліматичні дані ймовірно починається на його вплив на концентрацію атмосферного CO2». Механізм, який спричиняє ці циклічні зміни температури, залишається одним з основних питань проблеми 100 000 років.

## Гіпотези на пояснення проблеми
Оскільки періодичність 100 кілороків визначає клімат лише останній мільйон років, існує недостатньо інформації, щоб визначити частоту компонентів ексцентриситету з використанням спектрального аналізу, що ускладнює надійне визначення важливих довготривалих трендів, хоча спектральний аналіз значно довших палеокліматичних даних, таких як морські керни Лізицькі та Раймо та композитні ізотопні дані Джейсма Захоса, допомагає розмістити останній мільйон років серед даних про значно довші часові відрізки. Через таку нестачу інформації до цього часу не існує чіткого доказу щодо механізму, який відповідає за таку періодичність 100 000 років, незважаючи на декілька прийнятних гіпотез.

### Кліматичний резонанс
Цей механізм може бути внутрішнім відносно Землі. Кліматична система Землі може мати природну резонансну частоту близько 100 тис. років; тобто, певні процеси в самому кліматі автоматично створюють ефект 100 кілороків, так само як дзвін має певний властивий йому тон. Противники цієї теорії зазначають, що такий резонанс мав би розвинутися всього один мільйон років тому, оскільки періодичність 100 000 років була дуже слабкою або навіть не існуючою два мільйони років, які передували останньому мільйону. Однак такий розвиток є можливим — і причиною його пропонується зміна швидкості дрейфу континентів та розширення дна океанів. Вільна осциляція компонентів земної системи також розглядалася як причина, однак занадто мало земних систем мають термальну інерцію на шкалі в тисячу років для того, щоб відбулася акумуляція будь-яких довгострокових змін. Проблема 100 000 років досліджувалась Хосе Ріалем, Джейсунг О та Елізабет Райшман, які знайшли, що синхронізація типу «ведучий-підпорядкований» між природними частотами кліматичних систем та впливу ексцентриситету розпочала льодовикові періоди тривалістю 100 тис.років у пізньому Плейстоцені та пояснює їх значну амплітуду. Однак наведені вище пояснення резонансу, є дещо спрощеними у тому сенсі, що вважають кліматичну систему лінійною, що не відповідає дійсності.

### Нутація

Ефект нутації може, у поєднанні з прецесією, підсилюватись нахилом орбіти.

Нахил орбіти має періодичність близько 100 тис. років, а періоди ексцентриситету тривалістю 95 та 125 тис. років можуть взаємодіяти, створюючи ефект 108 тис. років. Хоча можливо, що менш виражена та, як правило, не враховувана нутація має глибокий вплив на клімат, ексцентриситет лише незначно змінює інсоляцію — зміна в 1—2 % спричинена циклами прецесії з періодом 21 000 років та нахилу осі періодом 41 000 років. Такий значний ефект від нахилу був би непропорційно великим у порівнянні з іншими циклами. Одним із механізмів, які можуть слугувати причиною, є проходження Землі через регіони космічного пилу. Під час руху Землі по ексцентричній орбіті, вона проходить крізь хмари космічного пилу, які частково знижують рівень інсоляції, притінюючи Землю від Сонця. У такому сценарії надлишок ізотопу 3He, створеного шляхом розпаду газів у верхній атмосфері під впливом сонячних променів, повинен зменшуватись — і початкові дослідження справді знайшли таке зменшення у надлишку 3He. Однак ідея про вплив нахилу орбіти на цей час відкинута. Але досі існує можливість, що цикл ексцентриситету тривалістю близько 100 тис.років виступає «поводирем» системи, збільшуючи ефект циклів прецесії і нутації в ключові моменти, таким чином досить малим впливом виштовхуючи систему з локально стабільного стану та запускаючи фазу швидкого танення.

### Прецесійні цикли

Прецесійні цикли можуть бути причиною ефекту 100 000 років.

Схоже припущення вважає відповідальними за ефект прецесійні цикли тривалістю 21 636 років. Льодовикові періоди характеризуються повільним накопиченням криги, за яким слідує досить коротка фаза танення. Вважається можливим накопичення криги протягом декількох (4-5) прецесійних циклів, яка тане лише після останнього з них.

### Флуктуація яскравості Сонця
Механізм, який може бути відповідальний за періодичну флуктуацію яскравості Сонця, був запропонований і на пояснення проблеми 100 000 років. Дифузійні хвилі всередині Сонця можуть бути змодельовані таким чином, що вони пояснюють кліматичні зміни, які спостерігаються на Землі. Однак сигнал від 3He начебто суперечить цій гіпотезі.

### Протистояння фотосинтезу на суші та в океанах

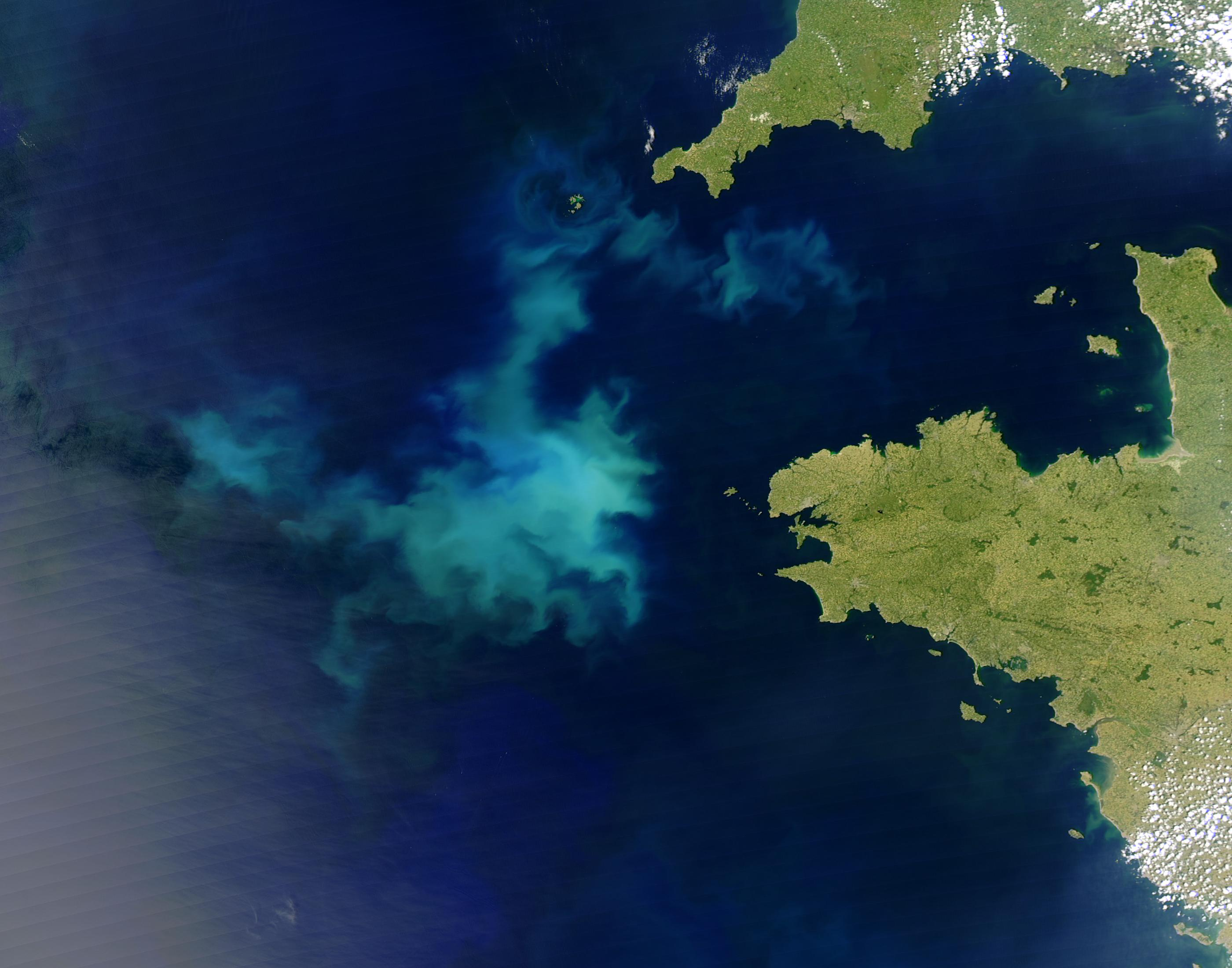
Цвітіння вод. Відносна важливість виробників фотосинтезу на суші та в океані може змінюватись з періодичністю 100 000 років.

Ефект Доуля описує зв'язок трендів у δ18O з трендами відносної важливості виробників фотосинтезу на суші та в океані. Такі зміни є ймовірною причиною феномену.

### Подальші дослідження
Отримання даних вищої роздільної здатності з крижаних кернів, які охоплюють період більше 1 мільйона років тому, у межах чинного проєкту ЄПДККА (англ. EPICA) допоможе з'ясувати більше про цю проблему. Новий високоточний метод датування, розроблений командою проєкту дає змогу краще встановлювати кореляцію між різними факторами впливу та надає хронології за крижаними кернами більшої часової точності. Це, своєю чергою, підтримує традиційну гіпотезу Міланковича, що зміни клімату здебільшого зумовлені інсоляцією північної півкулі. Встановлення цим методом «ведучих» та «відстаючих» компонентів орбітального впливу встановлює прямий вплив інсоляції на співвідношення азот-кисень у бульбашках повітря в крижаних кернах — є в цілому значним поступом у підтвердженні гіпотези Міланковича.